# Kunice (Serbia)
Kunice (cyr. Кунице) – wieś w Serbii, w okręgu kolubarskim, w mieście Valjevo. W 2011 roku liczyła 68 mieszkańców.